# Anigraea fulviceps
Anigraea fulviceps là một loài bướm đêm trong họ Noctuidae.